# Бобрицька Болярка
Бобрицька Боля́рка — село в Україні, у Барашівській сільській територіальній громаді Звягельського району Житомирської області. Кількість населення становить 44 особи (2001).

## Населення
В кінці 19 століття налічувалося 324 мешканці та 50 дворів, у 1906 році — 330 жителів та 71 двір.
Станом на 1923 рік в селі налічувалося 92 двори та 505 мешканців.
Відповідно до результатів перепису населення СРСР, кількість населення, станом на 12 січня 1989 року, становила 58 осіб. Станом на 5 грудня 2001 року, відповідно до перепису населення України, кількість мешканців села становила 44 особи.

## Історія
В кінці 19 століття — пол. Balarka Bobrycha, Bobrycka Balarka, село Барашівської волості Житомирського повіту, за 78 верст від Житомира.
У 1906 році — Бобрицька Балярка (рос. Бобрицкая-Балярка), слобода Барашівської волості (1-го стану) Житомирського повіту Волинської губернії. Відстань до повітового та губернського центру, м. Житомир, становила 69 верст, до волосного центру, с. Бараші — 7 верст. Найближче поштово-телеграфне відділення розташовувалося в міст. Іскорості.
У 1923 році — слобода, увійшла до складу новоствореної Бобрицько-Болярської сільської ради, котра, від 7 березня 1923 року, стала частиною новоутвореного Барашівського району Коростенської округи; адміністративний центр ради. Розміщувалася за 9 верст від районного центру, с. Бараші.
В Бобрицький Болярці органами НКВС було заарештовано і позбавлено волі на різні терміни 21 особу, 17 з яких розстріляно, нині всих реабілітовано.
11 серпня 1954 року, внаслідок ліквідації Бобрицько-Болярської сільської ради, село включене до складу Ново-Олександрівської сільської ради Барашівського району Житомирської області. 30 грудня 1962 року, в складі сільської ради, передане до Ємільчинського району. 20 травня 1963 року, після ліквідації Новоолександрівської сільської ради, село увійшло до складу Киянської сільської ради. 20 лютого 1975 року село включене до складу Ганнопільської сільської ради Ємільчинського району.
28 липня 2016 року село увійшло до складу новоствореної Барашівської сільської територіальної громади Ємільчинського району Житомирської області. Від 19 липня 2020 року, разом з громадою, в складі новоствореного Новоград-Волинського району Житомирської області.